# Locustella accentor
Locustella accentor è una specie di uccelli passeriformi della famiglia delle Locustellidae endemica delle montagne dell'isola del Borneo.